# Belisma
Belisama (dal protoindoeuropeo "bhel", "brillante" o "forte") era la divinità celtica associata alle arti, al fuoco, alle acque sacre, ed alla guerra.
Un'iscrizione latina trovata a Saint-Lizier, in Aquitania, la accosta alla dea Minerva della cultura mediterranea. Il suo compagno sarebbe potuto essere Belanu, dio Gallico associato alla luce e alle fonti curative. È possibile che da identificare con Brigid, Brigit e Brigantia.
Gaio Giulio Cesare nel suo Commentarii de bello Gallico afferma che Minerva è venerata dai Galli come maestra di tutte le arti. La associazione con le arti e la radice "bhel" indicante la forza o la brillantezza la potrebbero accostare al fuoco, che ne esprime entrambi i caratteri.

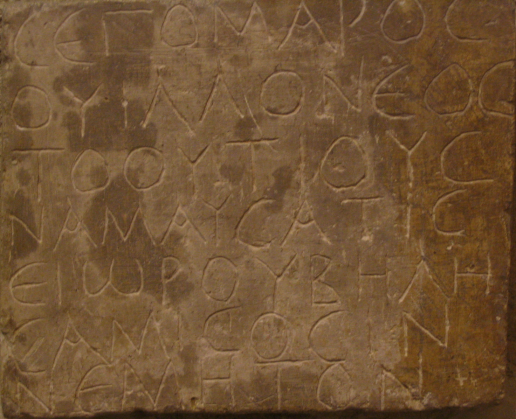
Iscrizione celtica in alfabeto greco [RIG G-172]: СΕΓΟΜΑΡΟС ΟΥΙΛΛΟΝΕΟС ΤΟΟΥΤΙΟΥС ΝΑΜΑΥСΑΤΙС ΕΙωΡΟΥ ΒΗΛΗ СΑΜΙ СΟСΙΝ ΝΕΜΗΤΟΝ (Segomaros Ouilloneos tooutious Namausatis eiōrou Bēlēsami sosin nemēton: "Segomaro, figlio di Uillo, toutious [leader tribale] di Namausos, ha dedicato questo nemeton a Belesama".)

## Varianti
- Belasama
- Belesama
- Belesana
- Belisama
- Belisana
- Belisna

## Culto
Adorata dai Celti continentali ed insulari era nota per la sua influenza sulle arti e mestieri legati al fuoco e di conseguenza sull'artigianato. Dacché in quell'epoca il fuoco rivestiva un'importanza cruciale per le principali attività umane. Iscrizioni con il suo nome sono state rinvenute dalla Gallia Cisalpina e Transalpina, a sud, sino alle isole britanniche, a nord.
Polibio nelle sue Storie, parlando della guerra fra i Romani e gli Insubri, a lei devoti, la identifica come la Greca Atena, Dea della guerra. Gli insubri si sarebbero rivolti a lei per ottenere il favore in guerra contro i Romani.
I capi insubri infatti si sarebbero recati al suo santuario nella loro capitale, Medhelan (Milano), per ottenere il suo favore, prelevando le sue insegne auree dette "Le Immovibili".

## Tradizioni
Alla dea era consacrato il biancospino, e con questo, secondo una leggenda, avrebbe segnalato a Belloveso la locazione di fondazione di Milano. Il tempio romano dedicato a Minerva i cui resti sono stati rinvenuti sotto l'attuale Duomo, potrebbe essere sorto su un santuario dedicato alla celtica Belisama,